# メイプルさんの紅茶時間
『メイプルさんの紅茶時間』（メイプルさんのティータイム）は、碧空唄による日本の漫画作品。『EDEN』にて2011年9月5日から2012年7月5日まで連載された。

## あらすじ
機械人形を用いた戦争の被害をこうむった地域への復興のために、軍人のクロたちは小さな離島に派遣された。
ある日、クロは上司から極秘裏に探索を命じられていた機械人形・メイプルを発見する。

## 登場人物
メイプル
離島の廃屋付近でクロが発見した機械人形。明るい性格をしている。
見た目は青い瞳の少女で、かつて屋敷でメイドをしていたことがあった。
クロに発見されてからは島のはずれの喫茶店を経営している。
機械人形ということで島民から嫌われていたが、徐々に受け入れられていった。
クロ
メイプルの発見者である、戦争からの復興のために離党に来た軍人。
生真面目な性格。
カイル
クロの部下で、軽い性格をしている。
ダイキ
クロの部下で、笑顔を絶やさない人物でありながら、冷静な一面を持っている。
アゼル少佐
機械人形を兵器として手に入れるために離島を訪れた人物。
アメリ
メイプルの友人。

## 書誌情報
1. 2012年3月14日 ISBN 978-4-86127-966-9
2. 2012年8月11日 ISBN 978-4-8000-0034-7